# 1310
1310 (MCCCX) je bilo navadno leto, ki se je po julijanskem koledarju začelo na četrtek.

## Dogodki

### Slovenija
- 25. maj - Po smrti koroškega vojvode Otona III. Majnhardinerja nadaljuje z vladanjem v Koroški vojvodini, Kranjski marki, grofijah Goriška in Tirolska njegov brat in sovladar Henrik[1].

### Ostalo po svetu
- januar - Obleganje Algecirasa 1309-10, rekonkvista: morala kastiljskih oblegovalcev pade zaradi neplačil in nezdravih razmer v taboru  na dno. Kralj Ferdinand IV. zaprosi za mir granadskega emirja Nasrja. Umik kastiljske vojske izpred Algecirasa pogojuje s predajo treh obmejnih mavrskih mest in tributom, čemur Nasr ugodi. 
  - Istočasno preneha z obleganjem Almerije aragonski kralj Jakob II.
- 10. april - Okcitanija: na grmadi je sežgan en zadnjih voditeljev katarstva Peire Autier. 1321 ↔
- 11. maj - Francoski kralj Filip IV. Lepi vztraja, da so priznanja templarjev, ki so bila izsiljena z mučenjem, zadosten dokaz za njihovo justifikacijo. Tega dne je v Parizu na grmadi sežganih 54 vitezov templarjev zaradi obtožb herezije.
- 1. junij - Pariz: na grmadi je zaradi obtožb krivoverstva sežgana francoska mistikinja iz laičnega reda begin Marguerite Porete.
- 8. junij - Po umoru ciprskega regenta Amalrika Tirskega se njegov brat in ciprski kralj Henrik II. vrne iz izgnanstva v Kilikijski Armeniji.
- 15. junij - Benetke: spodletela zarota beneškega plemiča Bajamonta Tiepola proti Republiki. Za čas izrednih razmer v mestu je za dva meseca ustanovljena institucija Svet deseterice, ki izvaja neomejena pooblastila za aretacijo in kaznovanje vseh udeleženih v zaroti. Po dveh mesecih se institut obnovi, kar postane redna praksa. Bajamonte Tiepolo je izgnan v Istro.

- 19. junij - Papež Klemen V. izda obtožnico proti vitezom križnikom zaradi zavzetja mesta Gdansk. Obtoži jih, da so ob zavzetju pomorili več kot 10.000 ljudi, ker je pretirano, čeprav je prišlo do pokolov.
- 27. avgust - Székesfehérvár: potem ko ga papeški legat izobči, transilvanski oligarh Ladislaus Kán končno izroči krono Krono Svetega Štefana, s katero je potem tega dne pravno veljavno kronan neapeljski princ Karel Robert za novega ogrskega kralja (Karel I. Ogrski).
- 18. oktober - Umrlega pravoslavnega konstantinopelskega patriarha Atanazija I. nasledi Nefon I.
- oktober - Nemški kralj Henrik VII. Luksemburški se odpravi v Italijo, ki je globoko politično razdeljena med frakciji gibelinov in gvelfov. V Italiji netaktično zahteva od obeh političnih strank in vseh mestnih republik, da se podredijo cesarski nadoblasti. 1311 ↔
- 23. november - Umrlega marinidskega sultana Abu al-Rabija Sulajmana nasledi stric Abu Said Usman II.
- 3. december - Praga: nemški kralj Henrik VII. odstavi s pomočjo svojih privržencev (šibkega) češkega kralja Henika Majnhardinerja in nastavi za novega kralja svojega sina Ivana, ki ga poroči s češko princeso Elizabeto Pržemislovno.
- 10. december - Po umrlem vojvodi Spodnje Bavarske Štefanu I. nasledi njegov sovladarski delež pri vladanju te vojvodine sin Henrik XIV.. Drugi delež ima prosuli ogrski pretendent Oton III.
- Ustanovitev Vlaške kneževine, južna Romunija: ker Zlata horda premalo uveljavlja oblast na svoje skrajnem jugozahodnem robu, se plemič verjetno kumanskega porekla Basarab I. osamosvoji in okliče za kneza Vlaške.
- Vojvoda Aten Valter V. Briennski najame najemniško Katalonsko združbo, da bi se polastil Tesalije. Katalonci osvojijo mnogo trdnjav, ki pa jih ne žele predati. Atenski vojvoda jih napade, a si s tem nakoplje njihov srd, zato Katalonci vpadejo v Atensko vojvodino. Tesalski vladar Ivan II. Dukas, ki je bil že na robu kapitulacije, ponovno zavzame izpraznjene tesalske trdnjave. 1311 ↔
- Bizantinsko cesarstvo: okoli 2000 Turkov vdre v Trakijo, kjer ostane in pleni naslednji dve leti. Podeželski prebivalci se morajo zateči v utrjena mesta, zato polja niso obdelana. 1312 ↔
- Pomeranijski mesti Stolp in Neustettin prevzameta zakone[2] mesta Lübeck, korak v postopnem oblikovanju trgovsko-politične zveze Hansa.
- Po desetih mesecih bivši egiptovski mameluški sultan An-Nasir Muhamad vrže s prestola uzurpatorskega sultana Bajbarsa II.. An-Nasir Muhamad začne šele zdaj, ko je star 24 let, vladati samostojno, brez pomoči raznih vezirjev, ki so se za časa njegovega vladanja kar dva krat polastili oblasti.
- Čagatajski kanat: da bi uredil razmere v kanatu kan Kebek skliče nov kurultaj, na katerem pa ni ponovno potrjen za kana, pač pa je to njegov Esen Buka I. 1314 ↔
- Jacques Arnaud Duèze, kasnejši papež Janez XXII., postane škof Avignona. 1316 ↔

## Rojstva
- 30. april - Kazimir III., poljski kralj († 1368)
- 30. november - Friderik II., mejni grof Meissena († 1349)

Neznan datum
- Andronik III. Veliki Komnen, trapezuntski cesar († 1332)
- Basarab I., vojvoda Vlaške († 1352)
- Boleslav Jurij II., kralj Galicije-Volinije († 1340)
- Eleanora Guzman, kastiljska plemkinja, ljubica kralja Alfonza XI. († 1351)
- Étienne Marcel, predstojnik ceha pariških trgovcev († 1358)[3]
- Gil Álvarez Carrillo de Albornoz, španski nadškof, vojskovodja, diplomat in kardinal († 1367)
- Giovanni di Agostino, italijanski (sienski) kipar († 1370)
- Guariento di Arpo, italijanski (padovanski) slikar († 1370)
- Guillaume Tirel, francoski dvorni kuhar in gurman († 1395)
- Henry Grosmont, angleški plemič, 1. vojvoda Lancaster, 4. grof Leicester († 1361)
- Jean de Roquetaillade, francoski frančiškan in alkimist († 1366)
- Jeanne d'Évreux, francoska kraljica († 1371)
- Juan Fernández de Heredia, aragonski kronist, 32. veliki mojster vitezov hospitalcev († 1396)
- Laura de Noves, Petrarkova muza († 1348)
- Margareta I., burgundska grofica († 1382)
- Niccolò Acciaioli, italijanski (neapeljski) državnik, grof Melfija in Malte († 1365)
- Papež Urban V. († 1370)
- Winrich von Kniprode, 22. veliki mojster Tevtonskega reda († 1382)

## Smrti
- 11. februar - Marguerite d'Oingt, francoska mistikinja, pesnica (* 1240)
- 10. april - Peire Autier, francoski katar
- 26. april - Konstanca Béarnška, vikontesa Béarna, grofica Ženeve
- 22. maj - Humilitija, italijanski svetnik, ustanovitelj cerkvenega reda vallombrozijcev (* 1226)
- 25. maj - Oton III., koroški vojvoda, goriški in tirolski grof (III.) (* 1265)
- 1. junij - Marguerite Porete, francoska mistikinja, krivoverka
- 8. junij - Amalrik Tirski, baron Tira, titularni jeruzalemski konstabl, ciprski regent (* 1272)
- 1. oktober - Beatrika Burgundska, dama Bourbona (* 1257)
- 14. oktober - Blanka Anžujska, neapeljska princesa, aragonska in sicilska kraljica (* 1280)
- 18. oktober - Atanazij I., pravoslavni konstatinopelski patriarh (* 1230)
- 19. oktober - Gottfried von Hohenlohe, 14. veliki mojster vitezov križnikov (* 1265)
- 23. november - Abu al-Rabi Sulajman, marinidski sultan (* 1289)
- 10. december - Štefan I., vojvoda Spodnje Bavarske (* 1271)

Neznan datum
- Arnolfo di Cambio, italijanski kipar, arhitekt, urbanist (* 1240)
- Bajbars II., egiptovski mameluški sultan
- Burchard von Schwanden, 12. veliki mojster vitezov križnikov
- Diego López V. de Haro, kastiljski vojskovodja (* 1250)
- Georgij Pahimer, bizantinski zgodovinar in filozof (* 1242)
- Konstantin III. Kilikijski, kralj Armenske Kiklije (* 1278)
- Menachem Meiri, katalonski rabi (* 1249)
- Muhamed III., emir Granade (* 1256)
- Salomon Adreth, španski judovski teolog in rabin (* 1235)
- Šams al-Dīn al-Samarkandi, čagatajski matematik, astronom (* 1250)
- Teodorik iz Freiberga, nemški dominikanski menih, teolog, filozof in fizik (* 1250)